# Ендоскопічне виділення вени
Ендоскопічне виділення вени (Endoscopic Vein Harvesting, EVH) — це метод малоінвазивного оперативного втручання, при якому вена для наступного застосування у якості судинного протеза (наприклад, для аортокоронарного шунтування) виокремлюється за допомогою ендоскопу. Зазвичай це велика підшкірна вена стегна  (vena saphena magna, англ. GSV) або променева артерія (arteria radialis, англ. AR).

## Процедура
В стерильних умовах, під анестезією, хірург виконує розріз шкіри довжиною від 1,5 до 2,5 сантиметрів, відтак встановлює спеціальну канюлю і вводить ендоскоп. Для створення оптимальних умов задля виокремлення вени через канюлю подається вуглекислий газ при тиску 12 мм рт. ст. при швидкості потоку 3 літри за хвилину. Завдяки заповненню СО2 хірург створює герметичний тунель навколо судини, яку необхідно виділити, а потім виокремлює саму судину від оточуваних тканин тіла та відсікає бічні галуззя судини. Переконавшись, що всі бічні галуззя судини відсічені і судина вільна від оточуваних тканин, оператор виконує розріз шкіри на протилежному кінці ендоскопу і прошиває або кліпýє судину [Архівовано 27 січня 2020 у Wayback Machine.]. Після чого виокремлювана судина відсікається та витягується через розріз. Надалі верхня та нижня рани ушиваються, а виокремлювану судину належним чином готують для подальшого використання у якості судинного протезу.
Хірургічна техніка:
1. Відкритий (звичайний) метод
Розріз починається на 1 палець вище і перед медіальною кісточкою, потім подовжується по медіальній межі великогомілкової кістки, далі - через задню область коліна до кінця великої підшкірної вени. Довжина залежить від кількості необхідних трансплантатів. Після цього судину виймають, а її бічні гілки перев'язують шовком 2/0, після чого виконується закриття шкіри пошарово.
2. Техніка «мостів» з допомогою об'єктива
При методі bridging розріз шкіри починається на 4 см вище медіальної кісточки кількома множинними невеликими розрізами по 3–5 см кожен уздовж підшкірної вени з острівцями шкіри по 7 см, залишеними недоторканими. Вену відсікають за допомогою хірургічних ножиць та ретракторів Лангенбека, а її притоки обрізуються. Під час цієї методики використовують лінзу Карл Сторз для дорослих, розміром 90 градусів, щоб забезпечити чітку візуалізацію вен на підключеному екрані.

## Переваги

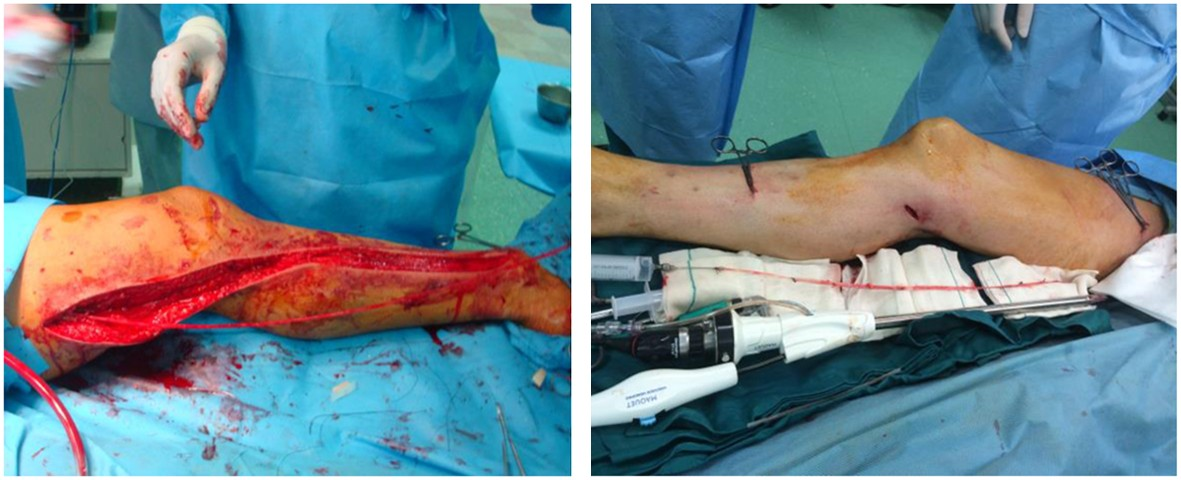
Порівняння методів OVH та EVH

В порівнянні з традиційним відкритим методом виділення трансплантату (Open Vein Harvesting, OVH) та методом bridging (англ. «міст», «перекривання»), метод ендоскопічного виділення судини (Endoscopic Vein Harvestin, EVH) має наступні переваги:
- Значне зниження частоти інфекційних ускладнень післяопераційної рани
- Зниження вираженості больового синдрому
- Прийнятний косметичний ефект
- Рання активізація пацієнта
- Скорочення терміну перебування в стаціонарі
- Зменшення витрат на амбулаторне лікування рани після виписування зі стаціонару[7][8]

## Історія
Перша операція ендоскопічного виокремлення вени із застосуванням системи ендоскопічного виділення судин була проведена у 1995 році в Брюсселі, Бельгії, доктором Альбертом Чіном (Dr. Albert Chin). Вона стала інноваційною альтернативою традиційному відкритому методу. Відтоді у всьому світі виконано понад одного мільйона операцій з ендоскопічного виокремлення судини. Вдосконалення навичок і постійне поліпшення технології схвалені експертами та підтверджені рандомізованими дослідженнями, які проводилися впродовж 15 років використання методики ендоскопічного виокремлення судин. З листопада 1997 року по липень 1998 фахівцями на базі університетської лікарні Суецького каналу були рандомізовані 132 поспіль операції пацієнтів з високим ризиком (діабетики, пацієнти з ожирінням або обидва типи пацієнтів), чергуючи між «безперервною» відкритою методикою та ендоскопічною методикою.
Метод схвалений більшістю спеціалістів, завдяки очевидним перевагам для пацієнтів. У 2005 році метод ендоскопічного виділення судини офіційно визнаний Міжнародним товариством малоінвазивної кардіоторакальної хірургії (ISMICS) як стандарт лікування при аортокоронарному шунтуванні.